# Route nationale 34
Die Route nationale 34, kurz N 34 oder RN 34, war eine französische Nationalstraße.
Die Straße führte ab dem Jahr 1824 von Paris bis nach Vitry-le-François. Dies geht auf die Route impériale 39 zurück. Ihre Länge betrug 175 Kilometer.
Im Jahr 1949 wurde der Streckenverlauf der Nationalstraße bis nach Esternay verkürzt. Der Grund dafür war, dass der Abschnitt von Esternay bis Vitry-le-François von der bis nach Paris verlängerten Nationalstraße N4 übernommen wurde. Dabei schrumpfte die Länge auf 96 Kilometer.
2006 erfolgte die Herabstufung zu verschiedenen Département-Straßen auf der gesamten Streckenführung.